# كاترين هنتر
كاترين هنتر (بالإنجليزية: Catherine Hunter)‏ هي صحفية أسترالية، ولدت في 23 نوفمبر 1960.